# Scottish Women’s Premier League
Die Scottish Women’s Premier League ist die höchste Spielklasse im schottischen Frauenfußball. Die Scottish Women’s Premier League wurde nach dem Vorbild der Scottish Premier League durch den Schottischen Fußballverband eingeführt und nahm 2002 den Spielbetrieb auf. Rekordmeister ist das Team von Glasgow City mit 16 Titeln.

## Modus
Seit dem Ende der Saison 2008/09 spielte die Liga im Kalenderjahr, sodass im Jahr 2009 zwei Meisterschaften ausgetragen wurden.
Während eines Meisterschaftsjahres, das sich von 2012 bis 2015 in eine Finalrunde und eine 2. Runde mit Championship Group und Relegation Group gliederte, treffen alle zwölf Vereine der SWPL anhand eines vor der Saison festgelegten Spielplans zunächst nur einmal aufeinander. Gegen Mannschaften der eigenen Gruppe spielen sie einmal im eigenen Stadion und einmal im Stadion des Gegners. Der Tabellenerste qualifiziert sich für die Champions League, und die beiden Tabellenletzten steigen in die Scottish Women’s Football League, die zweithöchste Spielklasse im schottischen Frauenfußball, ab.
Ab der Saison 2016 wird eine Ligenstruktur bestehen, die der englischen Liga entspricht. Die erste Liga wird in zwei Divisionen à acht Mannschaften gegliedert. Darunter wird die Division 1 – geteilt in Nord- und Südgruppe – der Scottish Women’s Football League die 3. Ebene des Scottish Women’s Football bilden.

## Aktuelle Saison 2024/25
- FC Aberdeen
- Celtic Glasgow (Meister)
- Dundee United
- Glasgow City FC
- Glasgow Rangers
- Heart of Midlothian
- Hibernian Edinburgh
- FC Montrose
- FC Motherwell
- Partick Thistle
- FC Queen’s Park
- FC Spartans

## Bisherige Meister
Scottish League
- 1972/73 Westthorn United
- 1973–1995 ?
- 1996/97 Cumbernauld United
- 1997/98 Cumbernauld United
- 1998/99 ?

Scottish Women’s Football League
- 1999/00: Cumbernauld United
- 2000/01: Ayr United
- 2001/02: FC Kilmarnock

Scottish Women’s Premier League
- 2002/03: FC Kilmarnock
- 2003/04: Hibernian Edinburgh
- 2004/05: Glasgow City FC
- 2005/06: Hibernian Edinburgh
- 2006/07: Hibernian Edinburgh
- 2007/08: Glasgow City FC
- 2008/09: Glasgow City FC
- 2009: Glasgow City FC
- 2010: Glasgow City FC
- 2011: Glasgow City FC
- 2012: Glasgow City FC
- 2013: Glasgow City FC
- 2014: Glasgow City FC
- 2015: Glasgow City FC
- 2016: Glasgow City FC
- 2017: Glasgow City FC
- 2018: Glasgow City FC
- 2019: Glasgow City FC
- 2020: abgebrochen....
- 2020/21: Glasgow City FC
- 2021/22: Glasgow Rangers
- 2022/23: Glasgow City FC
- 2023/24: Celtic Glasgow
- 2024/25: Hibernian WFC